# Конфедерация племенных объединений Катанги
Конфедерация племенных объединений Катанги (фр. Confédération des associations tribales du Katanga, CONAKAT) — конголезская и катангская политическая партия 1950—1960-х годов. Основана Моизом Чомбе и Годфруа Мунонго. Выступала с позиций правого прозападного антикоммунизма и катангского сепаратизма. Была правящей в Государстве Катанга. Играла активную роль в Конголезском кризисе. При режиме Мобуту включена в однопартийную систему MPR.

## Создание и платформа
Партия CONACAT была создана в ноябре 1958 года как третья политическая сила Бельгийского Конго — после левого Национального движения Патриса Лумумбы и правоцентристского Альянса баконго Жозефа Касавубу. Инициаторами создания выступили Моиз Чомбе и Годфруа Мунонго.

За Лумумбу и его Национальное движение Конго стал узкий слой левой интеллигенции с европейским образованием и опытом колониальной госслужбы. За президента Жозефа Касавубу с его альянсом АБАКО — племенная аристократия баконго и крупная буржуазия. За бизнесмена Моиза Чомбе, хозяина богатейшей провинции Катанга — сепаратистская братва, организованная в партию КОНАКАТ местным мафиози Годфруа Мунонго, выходцем из королевского рода.

Первым председателем CONACAT был Мунонго, вскоре уступивший этот пост Чомбе, поскольку сам находился на госслужбе. Видную роль в партии играли также журналист Эварист Кимба, юрист и экономист Жан-Батист Кибве, композитор Жозеф Кивеле.
CONAKAT выступала прежде всего как сепаратистское движение Катанги. Главные лозунги касались максимальной автономии и самоуправления провинции, сохранения природных богатств Катанги за её населением. В то же время партия занимала правые антикоммунистические позиции. CONAKAT жёстко критиковала Лумумбу как «коммуниста», требовала сохранения связей с Бельгией, остаивала прозападный курс. Партия поддерживала тесные связи с бельгийской горнодобывающей корпорацией UMHK.

## Правая сила Конголезского кризиса
На выборах весной 1960 года, незадолго до деколонизации Бельгийского Конго, за CONACAT проголосовали менее 105 тысяч избирателей — 5,8 %. Это дало партии лишь 8 из 137 мандатов в Национальной ассамблее и 7 из 84 в сенате. Значительно большего успеха CONACAT добилась в Катанге — все депутаты и сенаторы партии были избраны оттуда. Наибольшее количество мандатов — 25 из 70 получила CONAKAT в провинциальном собрании. Но и в Катанге, как свидетельствуют результаты, доминирование CONAKAT не было однозначным — сильную конкуренцию составила партия BALUBAKAT, опирающаяся не на регионализм, а на этнический национализм балуба.
После провозглашения независимости Конго 30 июня 1960 года партия CONAKAT находилась в жёсткой оппозиции правительству Патриса Лумумбы. Уже 11 июля 1960 Чомбе объявил об отделении независимой Катанги от Республики Конго. В Государстве Катанга Чомбе занял пост президента, Мунонго — министра внутренних дел, Кимба — министра иностранных дел, Кибве — вице-премьера и министра финансов. Все они обвинялись в организации убийства Лумумбы, совершённом в Катанге 17 января 1961.
CONAKAT контролировала власть в Катанге до 1963 года, когда в результате Катангской войны провинция была вновь присоединена к Конго.
Партия CONAKAT выступала как наиболее правая и прозападная сила в Конголезском конфликте. Чомбе как премьер-министр Конго и Мунонго как министр внутренних дел активно участвовали в подавлении Восстания Симба.
На выборах весной 1965 года (Чомбе в это время являлся главой уже не катангского, а конголезского правительства) CONAKAT заняла второе место, получив более 178 тысяч голосов — 7,2 %, 9 мест в Национальной ассамблее. CONAKAT выступала в союзе с общенациональной партией CONACO, которую возглавлял премьер-министр Чомбе.

## Ликвидация и продолжение традиции
После отстранения Чомбе и прихода к власти Мобуту осенью 1965 года представители CONAKAT, прежде всего Мунонго, некоторое время сохраняли в Катанге. Однако вскоре режим развязал жестокие репрессии против сторонников Чомбе. Деятельность CONAKAT была подавлена.
В 1967 году в Конго установилась однопартийная система Народного движения революции (MPR). CONAKAT была принудительно включена в MPR.
Политическую традицию CONAKAT в современной ДРК продолжает — в своеобразном варианте — движение Май-Май Ката Катанга, выдвигающее лозунги в духе «Богатства Катанги для катангцев!»